# براندون بروكس (كرة سلة)
براندون بروكس (بالإنجليزية: Brandon Brooks)‏ مواليد 28 يونيو 1987 في دالاس، هو لاعب كرة سلة أمريكي. بدأ مسيرته الاحترافية في سنة 2009. يبلغ طوله 6 قدم 2 بوصة (1.9 م).

## المسيرة الاحترافية
لعب مع إسبارن بريمرهافن في الدوري الألماني في موسم 2009–2010، ثم لعب مع أوكلاهوما سيتي بلو في موسم 2010–11، ثم لعب مع فينيكس هاغن في الدوري الألماني في موسم 2011–2012، ثم لعب مع أوكلاهوما سيتي بلو في سنة 2013.

## روابط خارجية
- براندون بروكس على موقع كرة السلة الأوروبية.كوم (الإنجليزية)
- براندون بروكس على موقع كلية كرة السلة في سبورتس رفرنس.كوم (الإنجليزية)
- براندون بروكس على موقع ريلجم (الإنجليزية)
- براندون بروكس على موقع بروبوليرز (الإنجليزية)
- براندون بروكس على موقع سبورتس رفرنس (الإنجليزية)